# Abarema oxyphyllidia
Espèce
Statut de conservation UICN

 VU (needs updating) D2 : Vulnérable
Abarema oxyphyllidia est une espèce de plantes à fleurs de la famille des Fabacées endémique du Honduras.